# Partido judicial de Ciudad Rodrigo
El partido judicial de Ciudad Rodrigo es uno de los cinco  partidos judiciales de la provincia de Salamanca, en Castilla y León, España. 
Se sitúa en el suroeste de la provincia y es el partido judicial n.º 2 de la provincia de Salamanca. Su cabecera es Ciudad Rodrigo.

## Municipios

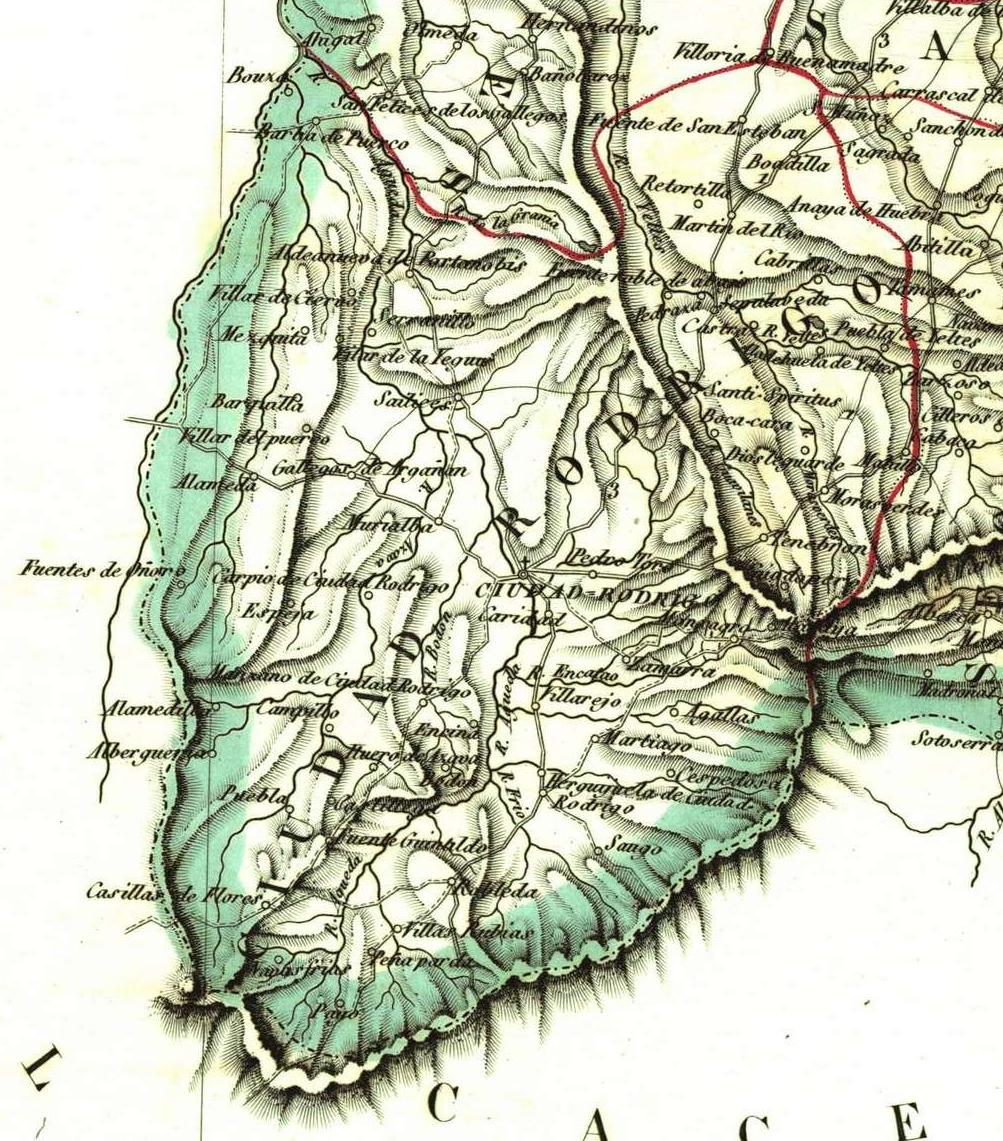
Parte del mapa de 1847 titulado Provincia de Salamanca, parte del antiguo Reino de León, en el que se puede observar la extensión del partido judicial de Ciudad Rodrigo en el siglo XIX

| Agallas                | La Alameda de Gardón       | La Alamedilla         | Alba de Yeltes                |
| La Alberca             | La Alberguería de Argañán  | Aldea del Obispo      | Aldehuela de Yeltes           |
| La Atalaya             | Boada                      | El Bodón              | La Bouza                      |
| El Cabaco              | Campillo de Azaba          | Carpio de Azaba       | Las Casas del Conde           |
| Casillas de Flores     | Castillejo de Martín Viejo | Castraz               | Cilleros de la Bastida        |
| Ciudad Rodrigo         | Dios le Guarde             | La Encina             | Espeja                        |
| Fuenteguinaldo         | Fuentes de Oñoro           | Gallegos de Argañán   | Herguijuela de Ciudad Rodrigo |
| Ituero de Azaba        | El Maíllo                  | Martiago              | Martín de Yeltes              |
| Mogarraz               | Monforte de la Sierra      | Monsagro              | Morasverdes                   |
| Nava de Francia        | Navasfrías                 | Pastores              | El Payo                       |
| Peñaparda              | Puebla de Azaba            | Puerto Seguro         | Retortillo                    |
| Robleda                | Saelices el Chico          | El Sahugo             | San Martín del Castañar       |
| San Miguel del Robledo | Sancti-Spíritus            | Serradilla del Arroyo | Serradilla del Llano          |
| Tenebrón               | Villar de Argañán          | Villar de Ciervo      | Villar de la Yegua            |
| Villasrubias           | Zamarra                    |                       |                               |